# Приключения Незнайки и его друзей (мультсериал)
«Приключения Незнайки и его друзей» — цикл советских кукольных мультфильмов по мотивам одноимённой книги Николая Носова. Снимался с 1971 по 1973 год.
Стал первым многосерийным проектом творческого объединения «Экран».

## Сюжет

### Фильм 1. Коротышки из Цветочного города
В Цветочном городе живут коротышки, в том числе художник Тюбик, доктор Пилюлькин, охотник Пулька и учёный Знайка. Но самый знаменитый среди них — Незнайка. Он отличается от всех тем, что совершенно ничего не знает.
Однажды Незнайку ударил по голове жук, и он вообразил, что это был оторвавшийся от Солнца кусочек. Астроном Стекляшкин рассказал, что Солнце на самом деле такое большое, что кусочек бы просто раздавил Незнайку в лепёшку.
Незнайка думает, что сейчас на Землю упадёт гигантский обломок Солнца. Он поднимает тревогу, но вмешивается Знайка и опровергает грядущую катастрофу. Все решили выяснить правду у Стекляшкина. Оказалось, что Незнайка всё напутал, и никакой кусок от Солнца не отрывался. Только зря всех перепугал!

### Фильм 2. Незнайка-музыкант
Незнайка очень любил слушать, как коротышки поют песенку про кузнечика. Ему тоже захотелось стать знаменитым музыкантом, но у него ничего не получилось, потому что он совсем не хотел учиться. Он пытался учиться играть на трубе, но его никто не хотел слушать.

### Фильм 3. Незнайка-художник
Художник Тюбик рисовал очень красивые картины. Глядя на него, Незнайке тоже захотелось прославиться.
История несколько изменена по сравнению с оригинальной книгой, где Незнайка просто рисует карикатуры на всех коротышек. В 3 серии мультфильма он переделывает картины Тюбика в карикатурные портреты, совершая вандализм, из-за чего сначала ссорится с Гунькой, потом с остальными коротышками. Также в этой серии можно увидеть киноляп с портретом Пилюлькина. Когда картины, переделанные Незнайкой демонстрируются зрителям, портрет Пилюлькина висит слева от портрета Винтика и Шпунтика, рядом с портретом Пончика, но когда Пилюлькин приходит смотреть портреты, его портрет висит справа от портрета Винтика и Шпунтика, рядом с портретом Знайки.

### Фильм 4. Незнайка-поэт
Незнайка никак не мог выбрать для себя занятие. Ни одно дело он не доводил до конца. Наконец Незнайка решил стать поэтом. Оказалось, этому делу тоже надо учиться, а Незнайке это не нравилось. Он сочинил несколько стихов про остальных коротышек, но в итоге им это не понравилось, и Незнайку прогнали прочь. В конце серии он прочитал стихотворение своему четвероногому другу Бульке, и тот оценил его.

### Фильм 5. Незнайка за рулём
Винтик и Шпунтик придумали чудо-машину, которая работала на газированной воде с сиропом вместо бензина. Все коротышки Цветочного города собрались посмотреть на это изобретение. Винтик и Шпунтик разрешили прокатиться на машине всем коротышкам, а Незнайке не хватило места, и поэтому он решил сесть за руль самостоятельно.
Незнайка сначала не смог завести машину, а потом, когда у него получилось, он разрушил фактически весь город, после чего машина упала с обрыва, а главный герой очутился на ветке. В качестве наказания доктор Пилюлькин собирался смазать его йодом, но Незнайка обещал, что такого больше не повторится.

### Фильм 6. Как Знайка придумал воздушный шар
Все коротышки Цветочного города обсуждают новость: Знайка придумал воздушный шар. Самые отважные малыши отправятся в путешествие, и начинаются приготовления к полёту. Незнайка обижает подруг Гуньки, Мушку и Кнопочку, после чего проникает на стройку. Там он сначала рисует на шаре рожицу, а потом проливает краску прямо на Знайку. Тот разозлился и потребовал, чтобы Незнайку вычеркнули из списка летящих.

### Фильм 7. Воздушное путешествие
Для воздушного путешествия всё готово. Незнайка проник на шар, забравшись в мешок Пончика. Знайка дал команду, и шар взлетел в небо, но вскоре стал снижаться. Тогда Знайка принял смелое решение: самому спрыгнуть с парашютом.

### Фильм 8. Незнайка в Зелёном городе
Воздушный шар отважных коротышек приземлился в Зелёном городе. Все малышки этого города сбежались, чтобы посмотреть на незнакомцев. Незнайка тут же рассказал удивлённым слушателям невероятную историю о том, как они путешествовали и как он лично изобрёл воздушный шар. Позже по телевизору он увидел своих друзей в больнице и принял решение навестить их.

### Фильм 9. Незнайка встречается с друзьями
Приключения Незнайки в Зелёном городе продолжаются. С помощью собачки Бульки Незнайка сумел отыскать своих друзей, которых заботливые малышки Зелёного города поместили в местную больницу. Незнайка пошёл к своим друзьям, но его не пропустили из-за того, что его друзья подняли шум. Чтобы проникнуть к ним, он замаскировался, надев врачебный халат и очки и смастерив из ваты накладные бороду и усы.
В виде этакого Айболита главный герой проникает в палату и выясняет, что никто не болен. Незнайка возвращается в кабинет Медуницы и, представившись профессором Касторкиным, убеждает её выписать друзей. Медуница не хочет этого делать, но Снежинка убеждает её, что уже можно. Друзей Незнайки выписывают.

### Фильм 10. Возвращение
Друзья Незнайки воссоединились с ним, но не было только Знайки. За это время Незнайка стал главным изобретателем и путешественником. Он решил рассказать всем коротышкам об этом удивительном полёте, но появился Знайка, и Незнайку разоблачили, как вруна и хвастуна. Сначала Пончик с Торопыжкой его задразнили, из-за чего Незнайка расплакался, но малышки заступились за него. В конце все отправились домой, напевая песенку про кузнечика.

## Над фильмом работали
| Автор сценария                     | Николай Носов |
| Режиссёры                          | Юрий Трофимов (1, 8) Карло Сулакаури (2) Кирилл Малянтович (3, 5 и 9) Василий Голиков (4) Леонид Аристов (6) Александр Боголюбов (7 и 10) Роман Качанов (7) |
| Художники-постановщики             | Юрий Трофимов, Геннадий Смолянов |
| Операторы                          | Иосиф Голомб (1, 3, 5, 7, 9 и 10) Ю. Корох (2) Артур Франго (4) Евгений Туревич (6 и 8)                                                                     |
| Композиторы                        | Владимир Шаинский (1-5, 7, 9) Владислав Казенин (5) Михаил Марутаев (6 и 8) Игорь Космачёв (10)                                                             |
| Звукооператоры                     | Виталий Азаровский (1-4, 6, 8) Л. Улькина (5) Феликс Джапаридзе (7, 10) А. Куцый (9)                                                                        |
| Куклы изготовлены под руководством | Геннадия Лютинского |
| Монтаж                             | Светланы Симухиной, Марины Трусовой, Галины Дробининой, Нины Бутаковой                                                                                      |
| Редактор                           | Валерия Коновалова |

Роли озвучивали:
З. Гердт (1), М. Корабельникова (1, 6, 7, 8), М. Виноградова (1, 5, 6, 7, 8, 10), Т. Дмитриева (1, 6, 7, 8, 10), З. Норышкина (1, 5, 6, 7, 8), А. Бабаева (1, 3, 5), Р. Зеленая, (1, 3), А. Власова (3, 6, 7), С. Харлап (3), Б. Захарова (5), Н. Шеффер (5), И. Алабина (5), А. Горюнова (5), К. Румянова (6, 7), О. Громова (8), Ю. Бугаева (8, 10).

## Создание
Данный мультфильм стал первым многосерийным проектом киностудии «Экран». Для создания было набрано несколько съёмочных групп, по которым были распределены все 10 серий. В результате серии различались по качеству.
Подобно другим анимационным проектам «Экран» в 1970-х годах, мультфильм выполнен в условно-изобразительной манере с элементами буффонады.